# 스트러셰니구
스트러셰니구(루마니아어: Străşeni)는 몰도바 중부에 위치한 구로 행정 중심지는 스트러셰니이며 면적은 730km2, 인구는 91,300명(2011년 기준)이다. 북서쪽으로는 컬러라시 구, 북동쪽으로는 오르헤이 구, 동쪽으로는 크리울레니 구, 남쪽으로는 키시너우와 이알로베니 구, 흔체슈티 구, 서쪽으로는 니스포레니 구와 접한다.